# Jaipur
Jaipur (hindi: जयपुर) je najveći i glavni grad indijske države Rajasthan na sjeverozapadu Indije. Prema popisu iz 2011. god. grad ima populaciju od 3,1 milijuna, što ga čini desetim gradom po veličini u zemlji. Jaipur je također poznat kao „Ružičasti grad”, zbog dominantne boje njegovih zgrada.
Grad je kulturno središte sa sveučilištima, kazalištima, kinima, muzejima, zoološkim vrtovima, spomenicima i prometnim središtem cestovnog, željezničkog i zračnog prometa. Utvrđeni centar grada upisan je na UNESCO-ov popis mjesta svjetske baštine u Aziji 2019. godine jer „urbanistički plan grada predstavlja razmjenu ideja iz drevnih hinduističkih i modernih Mughal i zapadnih kultura. Planiran kao komercijalna prijestolnica, grad je zadržao svoju lokalnu trgovačku, zanatsku i kooperativnu tradiciju do danas.”.

## Zemljopisne odlike
Jaipur je udaljen 268 km (167 miles) od indijske prijestolnice, New Delhija, i 200 kilometara zapadno od Agre. Smješten je sjeveroistočno od jedne od najstarijih planina, svetog gorja Aravali, koje se proteže 850 km od jugozapada do sjeveroistoka Radžastana. Aravali i područje JHaipura predstavljaju plodnije područje države s više kiša, zbog čega tu ima više stanovništva i gradova. 

### Klima
Jaipur ima toplu polusuhu klimu i godišnje dobiva preko 63 cm kišnih padalina. Međutim, većina kiše pada u monsunskim mjesecima između srpnja i rujna. Temperature ostaju relativno visoke tijekom ljeta od travnja do početka srpnja s prosječnom dnevnom temperaturom od oko 27,6 °C. Tijekom sezone monsuna, česte su obilne kiše i oluje, premda bez poplava. Zimski mjeseci od studenog do veljače su blagi i prijatni, s prosječnom temperaturom od 18 °C i visokom vlagom, ali s povremenim hladnim valovima. Jaipur, kao i mnogi drugi veliki gradovi u svijetu, predstavlja značajnu urbanu toplotnu otočnu zonu s okolnim ruralnim temperaturama koje povremeno padaju ispod nule tijekom zime.

## Povijest
Grad je osnovao 1728. maharadža Jai Singh II., vladar Ambera, kao novu prijestolnicu kneževske države Jaipur, koja je osnovana mnogo ranije, oko 1128. Glavni grad države je bio Dausa, pa Ramgart, Amber, da bi na kraju bio Jaipur. Grad je najraniji urbanistički planirani grad u Indiji, a dizajnirao ga je Vidyadhar Bhattacharya (1693. – 1751.), urbanist iz Bengala. Među urbanistima se smatra jednim od najbolje planiranih gradova, sagrađen prema učenju vastu shastre  („znanost o gradnji”, tradicionalni Hindu sustav arhitekture) i i shilpa shastre („znanost o umjetnosti”). Dok je većina gradova toga doba građena kaotično, Jaipur je građen sa širokim ulicama, podijeljen avenijama širokim oko 34 metra u šest četvrti, koje su nadalje bile razdijeljene pravilnom mrežom ulica. Kompleks palača zauzimao je čitavu jednu četvrt, gdje se nalazi Hava Mahal ili „Palača vetrova”, vrtovi i malo jezero. Grad se ubrzano razvijao u 19. st. tako da je 1900. imao oko 160.000 stanovnika. Glavne industrije su bile obrada metala i mramora koje su nastale zahvaljujući umjetničkoj školi. Tijekom britanske vlasti, Jaipur je bio glavni grad Jaipur države, koja je postojala od 12. st. do indijske neovisnosti 1947. god. O
God. 1949. država Jaipur se spojila s vladarskim državama Bikaner, Marvar i Jaisalmer, a od 1956. Jaipur je glavni grad indijske države Radžastan.
Danas je grad najnaprednije trgovačko i gospodarsko središte Radžastana, prosperitetniji nego ikad. Godine 2008. oko 60-80 ljudi poginulo je u nizu terorističkih bombaških napada u gradu.

## Znamenitosti
Jantar Mantar u Jaipuru je opservatorij od 14 velikih geometrijskih građevina koji je dao izgraditi osnivač grada, Jai Singh II., inače zaljubljenik u znanost i astronomiju. Jaipurski Jantar Matar je postao UNESCO-ova svjetska baština 2010. god.
God. 2019. cijelo utvrđeno središte Jaipura je zaštićeno kao svjetska baština. Stari grad je simetričan s vrlo racionalnim geometrijskim rasporedom; opasan zidinama s deset gradskih vrata. Podijeljen je u devet četvrti sa širokim ulicama, širim od 30 m, a dvije četvrti su posvećene dvorskom kompleksu s Chandra Mahalom ili „Palačom mjeseca” i Hawa Mahal ili „Palačom vjetrova” (s 953 prozora na 15 m visokom pročelju), te opservatorijem Jantar Mantar. Ostalih sedam zauzimaju stambene zajednice. Neki od ostalih spomenika Jaipura su:
- Utvrda Nahargar se nalazi na brdu sjeverozapadnog dijela starog grada.
- Amber palača ili Amber utvrda, izvorno je sagrađena kao palača. Jedno je od najpoznatijih turističkih odredišta, a čuvena je po mješavini hindu i islamske arhitekture
- Jaigarh utvrda se nalazi na brdu iznad Amber palače. Ima ogromnu kolekciju srednjovjekovnih topova, od kojih se jedan smatra najvećim topom na kotačima na svijetu.
- Jal Mahal ili „Vodena palača” se nalazi usred jezera, koje zna i presušiti.
- Muzej Albert Hall u središtu grada, izgrađen je 1876. godine i otvoren je kao muzej 1887. godine, a sadrži razne zbirke skulptura i slika.

- Palača vjetrova u Jaipuru
- Chandra Mahal, gradska palača
- Jal Mahal ili „Vodena palača”
- Jaigarh utvrda

## Stanovništvo
Prema popisnim podacima iz 2011. godine, broj stanovnika grada Jaipura je bio 3.073.350. Opća stopa pismenosti u gradu je 84,34% (90,61% muškaraca i 77,41% žena). Odnos spolova je 898 žena na 1.000 muškaraca. Prema vjerskoj pripadnosti, Hindusi čine većinu sa 77,9% gradske populacije, nakon kojih slijede Muslimani (18,6%), Đaini (2,4%) i drugi (1,2%).
| Hinduizam | Islam | Džainizam | ostali |
| --------- | ----- | --------- | ------ |
| 77,9      | 18,6  | 2,4       | 1,2    |

## Gospodarstvo
Jaipur je centar i moderne i tradicionalne industrije. U gradu je razvijena prerada plastičnih masa i tekstilna industrija. Tradicionalna industrija pravljenja ukrasa značajna je za izvoz. Izvoze se nakiti, obrađeno drago kamenje, mramorni kipovi, zanatski proizvodi, vuneni i svileni tepisi, te ručni tekstilni proizvodi.

## Gradovi prijatelji
- Agadir, Maroko
- Calgary, Kanada (1973.)
- Dodoma, Tanzanija
- Fremont, Kalifornija, SAD
- Port Louis, Mauricijus
- Lagos, Nigerija

## Vanjske poveznice
|  | Zajednički poslužitelj ima još gradiva o temi Jaipur |

- Službene stranice grada (engl.)
- Jaipur CityPedia- Comprehensive Jaipur guide (engl.)
- Flickr photos tagged with Jaipur (engl.)